# Germaine (Aisne)
Germaine é uma comuna francesa na região administrativa de Altos da França, no departamento de Aisne. Estende-se por uma área de 4,54 km². Em 2010 a comuna tinha 81 habitantes (densidade: 17,8 hab./km²).